# Hermann zu Solms-Laubach
Para el municipio alemán, véase: Solms (Hesse).
Hermann Maximilian Carl Ludwig Friedrich zu Solms-Laubach (1842, Laubach - 1915, Estrasburgo) fue un botánico alemán.
Estudió en Friburgo, y se perfeccionó con Heinrich Anton de Bary (1831-1888) y con Alexander Karl Heinrich Braun (1805-1877), llegando a Berlín en 1865.
Se gradúa en la Universidad de Halle en 1868.
Es profesor en la Universidad de Estrasburgo de 1872 a 1879, yendo luego a la Universidad de Gotinga de 1879 a 1888, donde dirige el jardín botánico.
Solms-Laubach se interesó por la morfología y la sistemática vegetal, como también por la paleobotánica.
Viaja a Portugal en 1866, y a Java en 1883-1884.

## Obra
- Über den Bau und die Entwickelung der Ernährungsorgane parasitischer Phanerogamen. En: Jahrbücher für wissenschaftliche Botanik. Berlín 1867–1868

- Die Familie der Lennoazeen. Botanische Zeitung, Halle 1870

- Über den Bau der Samen in den Familien der Rafflesiaceae und Hydnoraceae. Botanische Zeitung, Halle 1874

- Über den Bau von Blüte und Frucht in der Familie der Pandanaceae. Botanische Zeitung, Halle 1878

- Herkunft, Domestikation und Verbreitung des gewöhnlichen Feigenbaums. Gotinga 1882

- Corallina. Neapel 1881 (monografía del género)

- Die Geschlechterdifferenzierung bei den Feigenbäumen. Botanische Zeitung. 1885

- Heimat und der Ursprung des kultivierten Melonenbaums, Carica Papaya. Botanische Zeitung. 1889

- Einleitung in die Paläophytologie. Leipzig 1887

- Weizen und Tulpe und deren Geschichte. Leipzig 1899

- Die leitenden Gesichtspunkte einer allgemeinen Pflanzengeographie. Leipzig 1905

## Honores
Recibe la Medalla linneana en 1911.

### Eponimia
Géneros
- (Brassicaceae) Solms-laubachia Muschl.[1]

- (Tiliaceae) Solmsia Baill.[2]

Especies
- (Acanthaceae) Mimulopsis solmsii Schweinf.[3]

- (Scrophulariaceae) Orobanche solmsii C.B.Clarke ex Hook.f.[4]

- La abreviatura «Solms» se emplea para indicar a Hermann zu Solms-Laubach como autoridad en la descripción y clasificación científica de los vegetales.[5]